# Sci di fondo agli VIII Giochi asiatici invernali - 5km TC femminile
La gara 5km a tecnica classica femminile si è svolta il 23 febbraio 2017 al Shirahatayama Open Stadium di Sapporo in Giappone.

## Risultati
| Rank | Atleta                | Tempo   |
| ---- | --------------------- | ------- |
| 1    | Yuki Kobayashi        | 14:56.1 |
| 2    | Yelena Kolomina       | 15:02.8 |
| 3    | Li Hongxue            | 15:18.6 |
| 4    | Chi Chunxue           | 15:22.9 |
| 5    | Kozue Takizawa        | 15:24.8 |
| 6    | Chisa Obayashi        | 15:32.9 |
| 7    | Li Xin                | 15:34.2 |
| 8    | Angelina Shuryga      | 15:43.6 |
| 9    | Karen Chanloung       | 15:46.0 |
| 10   | Anzhelika Tarassova   | 15:53.1 |
| 11   | Casey Wright          | 15:57.4 |
| 12   | Darya Ryazhko         | 15:58.5 |
| 13   | Man Dandan            | 16:00.0 |
| 14   | Han Da-som            | 16:10.1 |
| 15   | Je Sang-mi            | 16:25.2 |
| 16   | Choe Shin-ae          | 17:05.7 |
| 17   | Bat-Ochiryn Delgermaa | 20:03.6 |
| 18   | Lea Rahme             | 31:51.5 |
| 19   | Nisha Devi            | 36:03.6 |
| 20   | Vikas Rana            | 37:49.1 |
| —    | Sarla Thakur          | DNF     |
| —    | Hikari Miyazaki       | DNS     |
| —    | Ju Hye-ri             | DNS     |